# Atilax paludinosus
Genre
Espèce
Répartition géographique
Statut de conservation UICN

 LC  : Préoccupation mineure
La Mangouste des marais  (Atilax paludinosus) est une espèce de mangoustes, la seule du genre Atilax.